# شمشیر نوری
شمشیر نوری یا لایت سِیبر (به انگلیسی: Lightsaber) نوعی جنگ‌افزار تخیلی در دنیای خیالی جنگ ستارگان و بازی های ویدئویی و فیلم و سریال های جنگی_تخیلی است، که دستۀ فلزی آن حدود ۲۸ سانتی‌متر و تیغۀ نوری آن حدود ۹۰ سانتی‌متر طول دارد. تیغ آن نوعی پلاسما است. این شمشیر نماد فرقه جدای به‌شمار می‌رود؛ و اولین بار در جنگ ستارگان اپیزود چهارم: امیدی تازه ( سال ۱۹۷۷) نمایش داده شد. در یک نظرسنجی در سال ۲۰۰۸، شمشیر نوری محبوب‌ترین جنگ افزار تاریخ فیلم‌ها با طرفداران زیاد انتخاب شد.
•در اکثر مواقع می‌تواند با تلاش اندک ذوب کند، ببرد و بسوزاند.

## انواع شمشیر‌های نوری
- شمشیر آبی که مبارزان جدای بیشتر از آن استفاده میکنند. مثل اوبی وان کنوبی.
- شمشیر سبز که بیشتر استادان جدای از آن استفاده می‌کنند مثل استاد یودا.
- شمشیر قرمز که تمام اعضای سیت استفاده می‌کنند مانند دارث ویدر.
- شمشیر بنفش که فقط در سراسر مجموعه میس ویندو از آن استفاده می‌کرد.
- شمشیر قرمز دو لبه که توسط  دارث ماول استفاده می‌شد.
- شمشیر قرمز صلیبی که توسط کایلو رن استفاده می‌شد.
- شمشیر زرد که در اخرین صحنهٔ قسمت نهم از سری جنگ ستارگان پیدا شده ، ‌توسط ری (جنگ ستارگان) و نگهبانان معبد جدای استفاده می‌شود.

- شمشیر سفید که توسط آسوکا تانو ( در سری مندلورین و جنگ های کلون) استفاده می‌شد.
- شمشیر تاریک که در سریال مندلورین توسط ماف گیدئون استفاده می‌شد، در اصل این شمشیر متعلق به ملکه/پادشاه مندلورین ها ( بوکاتان) بود ولی به دست ماف گیدئون دزدیده شد و در آخر به دست شخصیت اصلی سریال ،  مندلورین افتاد.